# 平坦線
平坦線（へいたんせん）は、鉄道路線において険しい勾配やトンネルが少ない区間（平坦区間）を中心とした路線を指す。日本では特に関東平野に多い。山岳路線でも平坦な区間を含む路線が多い。
平坦線の最大の長所は、路線に急カーブがない限りは、高速運転が可能なことである。
急勾配が多いと機関車の牽引力など、列車の走行面に影響があるため、蒸気機関車の時代に敷設された特に主要な幹線では古くからなるべく勾配を最大10‰程度に抑えて（線路規格を高く取って）建設が行われた。引き換えに、緩やかな地形を通すために距離的には迂回したルートとなることも多く、建設費・技術との兼ね合いで短絡ルートとした箇所は補助機関車を必要とする難所となった。
電車の時代になると出力の向上により、多少勾配がきつくとも直線的で最短距離のコースを取るようにすることができるようになった。またトンネル掘削技術の向上により、（片勾配の区間でなければ）長いトンネルで勾配を抑えることも可能となった。
なお山岳線区においては、当該線区のうち勾配が緩い区間について「平坦線」と呼称されることがある。例えば、箱根登山鉄道（現：小田急箱根）鉄道線では、小田原駅から箱根湯本駅までの区間を「平坦線」と呼称していたが、実際にはこの区間は40‰（パーミル）の勾配が続く区間である。しかし、箱根湯本駅から強羅駅までの最急勾配80‰からみれば平坦な区間である。
他に愛宕山鉄道、信貴山急行電鉄など、鋼索鉄道（ケーブルカー）路線と普通鉄道路線の両者を運営していた会社では、普通鉄道の路線を鋼索線に対して平坦線と呼ぶ事例も存在した。